# Розенталь, Лазарь Владимирович
Лазарь Владимирович Розенталь (13 июня 1894 — 1990) — советский искусствовед, экскурсовод и исследователь экскурсионного дела, педагог, страстный любитель поэзии, литератор и мемуарист.

## Биография
Родился в Лодзи в семье бухгалтера ткацкой фабрики Владимира Соломоновича Розенталя и Елизаветы Григорьевны Сыркиной (1867, Брест — 1921, Москва). В 1912 года окончил Тенишевское реальное училище в Петербурге. Затем поступил на историко-филологический факультет Петроградского университета. Учился по разделу истории искусства, специализировался под руководством Д. В. Айналова.
Будучи студентом, Розенталь подрабатывал репетиторством. Он преподавал математику застенчивому ученику Тенишевского училища Коле Шустову, а с осени 1916 года его соседу по парте Володе Набокову, будущему известному русско-американскому писателю. Прожив долгую жизнь и пережив своего знаменитого ученика, Розенаталь стал единственным из длинной череды гувернёров и репетиторов Набокова, кто оставил о нём воспоминания.
В 1918 году окончил историко-филологический факультет Санкт-Петербургского университета. В 1919—1922 годах был директором Художественного музея в Нижнем Новгороде, заведовал просветительным подотделом, был лектором политпросвета, преподавал историю искусств.  Осенью 1922 переехал в Москву, где работал при экскурсионной секции Московского отдела народного образования, был преподавателем Пречистенского Практического института. В январе 1925 поступил на службу научным сотрудником в Третьяковскую галерею.  Работал в различных музеях: в Эрмитаже, музее фарфора в Кускове, вёл курс истории искусств в Московском текстильном институте, ГИТИСе, Художественном училище памяти 1905 года.
Автор ряда популярных изданий об искусстве (1937, 1947). Он оставил после себя множество рукописей, никогда не публиковавшихся при его жизни (за исключением нескольких небольших работ, изданных в 20–40-е годы).

## Семья
- Жена — Лия Соломоновна Франкфурт (1903—1966)[источник не указан 2257 дней], советский библиограф.

## Труды
- Розенталь Л. В. Добужинский иллюстратор. // Печать и революция. 1924. Кн. 1. С. 79—104.
- Розенталь Л. В. Пути изучения музейного зрителя. // Изучение музейного зрителя. Сб. I. -М.: Б. и., 1928. С. 5-12
- Розенталь Л. В. Учёт восприятия картины: (перспективы и методологические основы). // Изучение музейного зрителя. Сб. I. М.: Б. и., 1928. С. 82-97
- Розенталь Л. В. Циркуляция публики по галерее. // Изучение музейного зрителя. Сб. I. М.: Б. и., 1928. С. 62-81
- Розенталь Л. В. М. В. Добужинский. // Мастера современной гравюры и графики / Редакция Вяч. Полонского. М.—Л.: Государственное издательство. 1928. С. 31—60
- Розенталь Л. В. Государственная Третьяковская галерея. Краткий путеводитель. М.: Издательство Государственной Третьяковской галереи. 1929.
- Розенталь Л. В. И. Е. Репин. 1844—1930. М., 1930.
- Розенталь Л. В. Как вести изучение музейного зрителя. // Сов. Музей. 1931. № 5. С. 19-26
- Розенталь Л. В. Учёт состава музейных зрителей: (опыт Третьяковской галереи). // Сов. музей. 1931. № 4. С.81-83
- Розенталь Л. В.(сост.). Первая выставка акварельной живописи московских художников. Каталог. М.—Л., Искусство, Всесоюзный комитет по делам искусств; Типо-литография им. Воровского, ул. Дзержинского, 18;  1937.
- Розенталь Л. В. (сост.). Пятая выставка московских живописцев. Июль 1937. Москва. Искусство. 1937.
- Розенталь Л. В. Основное об искусстве. Живопись. Скульптура. Архитектура. ОГИЗ - ИЗОГИЗ, 1937.
- Розенталь Л. В. (сост.). Выставка живописи, скульптуры и графики художников-контрактантов. 1937 г. Каталог. Москва. Искусство. 1938;
- Розенталь Л. Не ждали. Картина И. Е. Репина. Серия:  Массовая библиотека "Искусство". М.: Искусство. 1947.

### Посмертные публикации
- Розенталь Л. В. Непримечательные достоверности // Наше наследие. 1991. № 1. С. 103-108.
- Розенталь Л. В. Непримечательные достоверности / Минувшее: Исторический альманах. 23. - СПб., 1998. С.30,32
- Лазарь Розенталь. Свидетельские показания любителя стихов начала XX века // «Новый Мир» 1999, № 1
- Розенталь Л. В. Веревка — вервие простое // "Наше Наследие" № 75-76 2005
- Розенталь, Л. В. От Федотова до Татлина. Прогулки по Третьяковской галерее [Текст]: [Главы из неопубликованной книги] / Л. В. Розенталь // Наше наследие. - 2008. - № 85. - С. 122-135
- Розенталь Л. В. Непримечательные достоверности. Свидетельские показания любителя стихов начала XX век. Москва. Новое литературное обозрение. 2010. 816 с.